# Stadtbrand

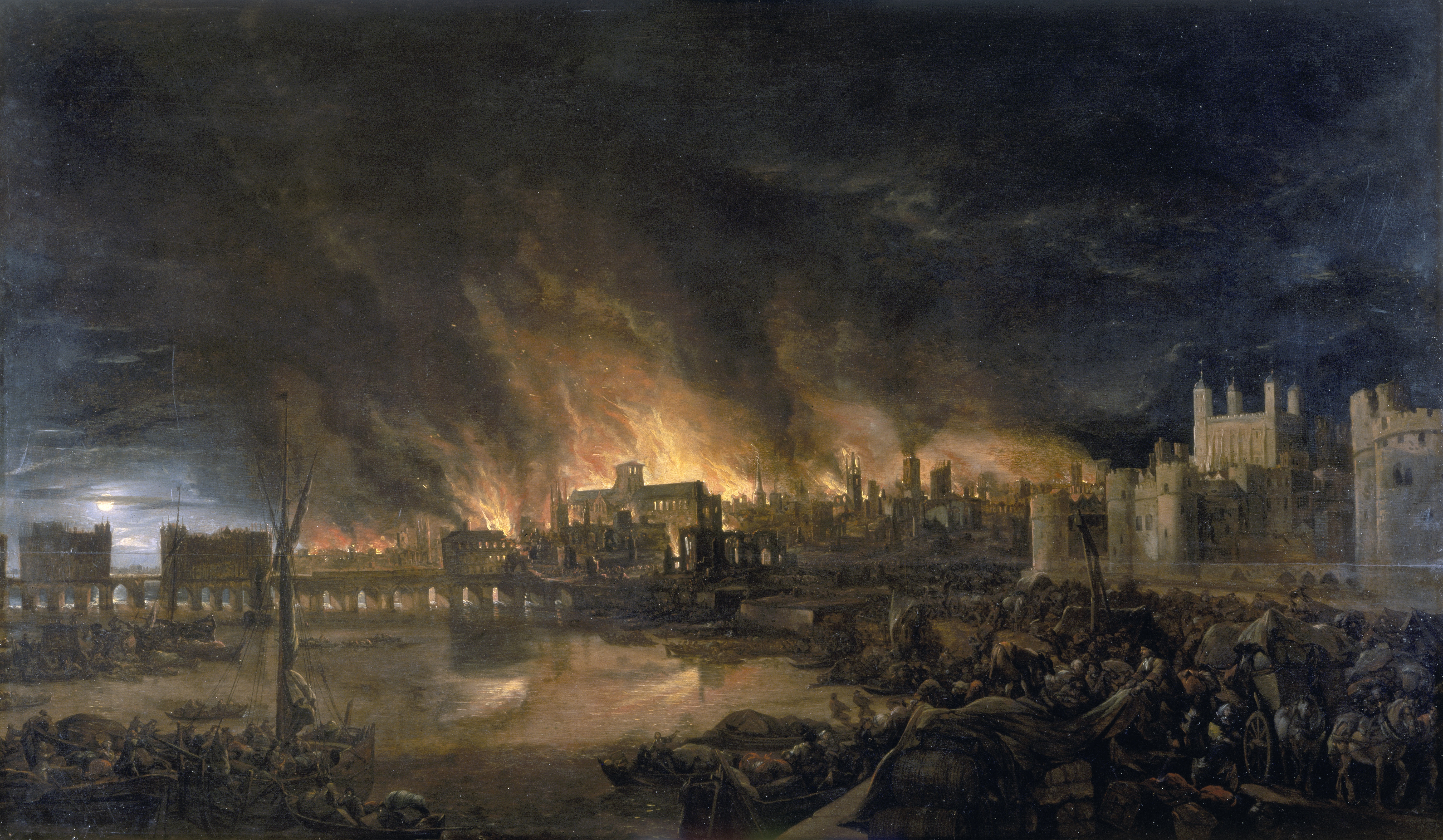
Großer Brand von London im September 1666

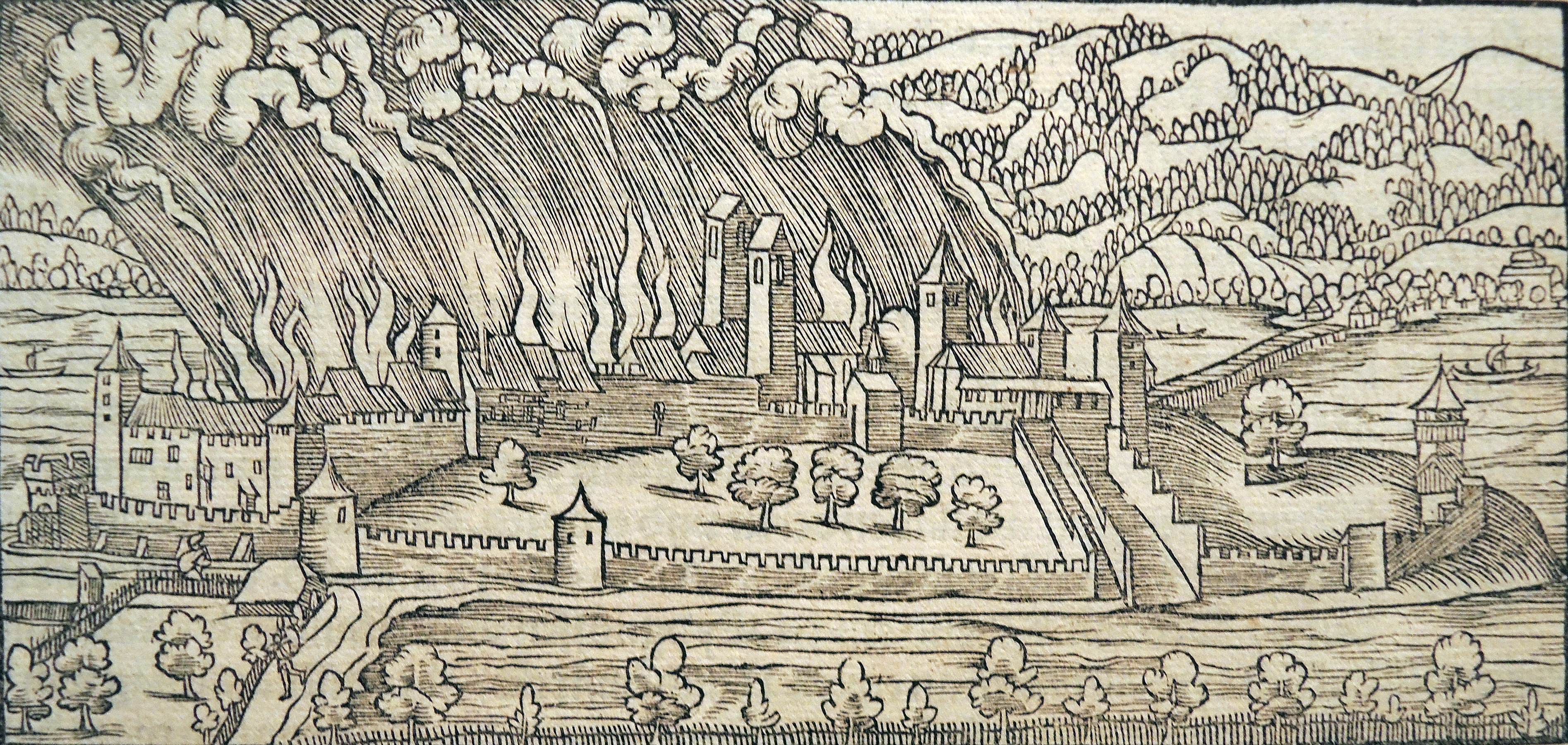
Zerstörung von Rapperswil im Jahr 1350

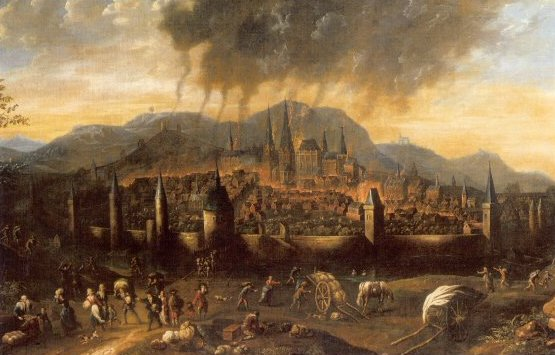
Stadtbrand von Aachen am 2. Mai 1656

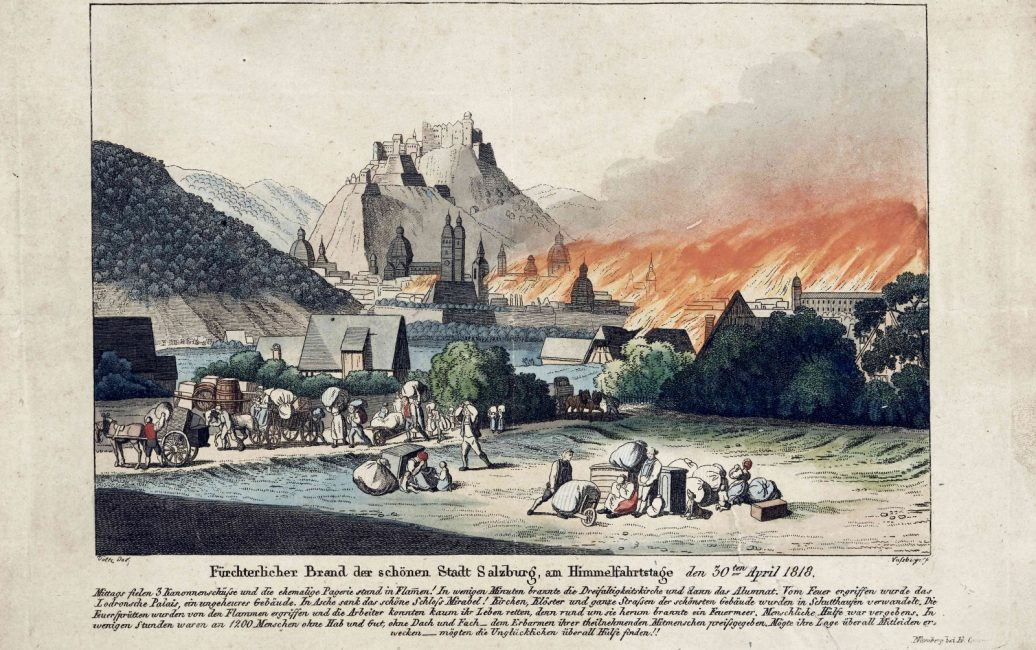
Stadtbrand von Salzburg im Jahr 1818

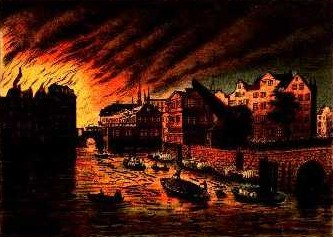
Hamburger Brand im Jahr 1842

Unter Stadtbrand versteht man Brände, die eine große Fläche einer Stadt vernichten. Insbesondere in der Antike und im Mittelalter waren Stadtbrände gefürchtet, da die Häuser zum größten Teil aus Holz gebaut und mit Stroh oder Schindeln eingedeckt waren. Das Vordach war meist weit über die Giebelmauern ragend, sodass bei Bränden brennende Holzteile auf die Straße fielen, die Passanten erschlugen und die Löschmannschaften behinderten. Dies und die Enge der damaligen Straßen begünstigten einen Feuersturm, der große Teile der Stadt erfassen und niederbrennen konnte.
Erst nach großen Bränden wurden die Häuser sicherer gebaut, beispielsweise mit Brandmauern zwischen den Häusern oder „Mantelmauern“, um den Übergriff des Feuers auf andere Häuser zu verhindern.
Mitunter wurden Stadtbrände auch gelegt, um Platz für Neubauten zu schaffen, wie vom Großen Brand Roms behauptet wird. Größtenteils entstanden die Brände jedoch aus Unachtsamkeit.

## Große Stadtbrände
In der Geschichte gab es eine Vielzahl von verheerenden Katastrophen:
| Ort                               |  | Jahr | Ereignis                                  | Ausmaß |
| --------------------------------- |  | ---- | ----------------------------------------- | --- |
| Rom                               |  | 64   | Stadtbrand unter Kaiser Nero              | Große Teile des antiken Rom werden zerstört; siehe auch Römische Stadtbrände. |
| Istanbul                          |  | 465  | Stadtbrand                                | Ein schwerer Stadtbrand zerstört Teile der oströmischen Hauptstadt Konstantinopel. |
| Bourges                           |  | 588  | Stadtbrand                                | Ein Großbrand verwüstet große Teile der französischen Stadt Bourges, des damaligen Avaricums. |
| Regensburg                        |  | 891  | Stadtbrand                                | Bis auf zwei Kirchen brennt nahezu die gesamte Stadt nieder. |
| Venedig                           |  | 976  | Stadtbrand                                | Aufständische legen im Dogenpalast Feuer. Der Markusdom und etwa 300 weitere Gebäude brennen nieder. |
| Bremen                            |  | 1041 | Bremer Brand                              | Ein Großteil der Altstadt inklusive des Doms wird zerstört. |
| Hildesheim                        |  | 1046 | Stadtbrand                                | Die komplette Domburg inklusive des Doms wird zerstört. |
| Lübeck                            |  | 1157 | Stadtbrand                                | Vernichtung der im Jahr 1143 gegründeten Stadt. |
| Verona                            |  | 1172 | Stadtbrand                                | Ausgelöst durch Streitigkeiten zwischen Ghibellinen und Guelfen brennen große Teile der Stadt ab. |
| Padua                             |  | 1174 | Stadtbrand                                | Die drei größten Stadtviertel brennen nieder, über 2600 Häuser zerstört. |
| Istanbul                          |  | 1203 | Stadtbrand von Konstantinopel (Juli 1203) | Beim Vierten Kreuzzug werden während Belagerung und Eroberung der oströmischen Hauptstadt Konstantinopel mehrere Stadtviertel durch Brand zerstört.                                                                |
| Magdeburg                         |  | 1207 | Stadtbrand                                | Neben Teilen der Stadt werden Dom und Pfalz zerstört. |
| London                            |  | 1212 | Stadtbrand                                | Der südlich der Themse gelegene Stadtteil Southwark samt der Wohnbebauung der London Bridge wird zerstört. |
| Lübeck                            |  | 1251 | Stadtbrand                                | Auslöser des Steinbaus als Brandschutz. |
| Wien                              |  | 1258 | Stadtbrand                                | Ein Brand zerstört große Teile der Stadt. |
| Wien                              |  | 1262 | Stadtbrand                                | Ein Brand zerstört wiederum große Teile der Stadt. |
| Wien                              |  | 1276 | Stadtbrände                               | Mehrere Brände verheeren abermals große Teile der Stadt. |
| Lübeck                            |  | 1276 | Stadtbrand                                | Die nördliche Altstadt wird zerstört, danach wird ein komplexer Brandschutz eingerichtet. Für viele Jahrhunderte wird es keinen Stadtbrand mehr geben.                                                             |
| Limburg an der Lahn               |  | 1289 | Stadtbrand                                | Am 14. Mai werden weite Teile der Limburger Innenstadt vernichtet, die aber umgehend wieder aufgebaut wurden. |
| Visby                             |  | 1314 | Stadtbrand                                | Die ostseeische Handelsdrehscheibe Visby auf der Insel Gotland brennt zur Gänze nieder. |
| Wien                              |  | 1326 | Stadtbrand                                | Ein Brand zerstört große Teile der Stadt. |
| Wien                              |  | 1327 | Stadtbrand                                | Ein Brand zerstört wiederum große Teile der Stadt. |
| München                           |  | 1327 | Stadtbrand                                | Etwa ein Drittel der Stadt zerstört, u. a. die Kirchen St. Peter und Heilig Geist und das Heilig-Geist-Spital, 30 Todesopfer.                                                                                      |
| Landshut                          |  | 1342 | Stadtbrand                                | Über 110 Häuser werden zerstört. |
| Rapperswil                        |  | 1350 | Zerstörung                                | Die Stadt wird von Zürcher Truppen niedergebrannt. |
| Zittau                            |  | 1359 | Erster großer Stadtbrand                  | Die Stadt aus hölzernen Gebäuden brennt weitgehend nieder. |
| Vilsbiburg                        |  | 1366 | Stadtbrand                                | Die Stadt brennt nahezu vollständig nieder. |
| Bern                              |  | 1405 | Stadtbrand                                | 600 Häuser zerstört, über hundert Todesopfer. |
| Amsterdam                         |  | 1421 | Stadtbrand                                | Ein Großbrand vernichtet etwa ein Drittel der Stadt. |
| Göppingen                         |  | 1425 | Erster Stadtbrand                         | Nahezu die ganze Altstadt wird ein Raub der Flammen. |
| Amsterdam                         |  | 1452 | Stadtbrand                                | Ein Großbrand vernichtet etwa zwei Drittel der Stadt. |
| Frankenberg                       |  | 1476 | Stadtbrand                                | Ein Großbrand vernichtet nahezu die ganze Stadt. |
| Bozen                             |  | 1483 | Stadtbrand                                | Ein Großbrand vernichtet weite Teile der Innenstadt. |
| Bourges                           |  | 1487 | Stadtbrand                                | Ein Großbrand verwüstet die französische Stadt. Fast 2000 Gebäude werden zerstört oder beschädigt. |
| Dresden                           |  | 1491 | Stadtbrand                                | Ein Brand zerstört etwa die Hälfte der 470 Gebäude der Innenstadt. |
| Eisleben                          |  | 1498 | Stadtbrand                                | Große Teile der Stadt werden zerstört. |
| Iglau                             |  | 1523 | Stadtbrand                                | Ein schwerer Brand zerstört große Teile der böhmischen Bergstadt Iglau/Jihlava. |
| Troyes                            |  | 1524 | Stadtbrand                                | Ein schwerer Brand verheert die nordostfranzösische Stadt. Tausende von Gebäuden werden vernichtet. |
| Wien                              |  | 1525 | Stadtbrand                                | Ausgehend vom Cillierhof werden 40 % der damaligen Stadt vernichtet. |
| Wernigerode                       |  | 1528 | Stadtbrand                                | Etwa 440 Gebäude der Harzstadt werden ein Raub der Flammen. |
| Wien                              |  | 1529 | Erste Wiener Türkenbelagerung             | Um freies Schussfeld zu bekommen, werden die gesamten Vorstädte von den Verteidigern kontrolliert niedergebrannt.                                                                                                  |
| Weiden                            |  | 1536 | Stadtbrand                                | Die Stadt brennt bis auf 7 Häuser nieder. |
| Prag                              |  | 1541 | Großer Stadtbrand                         | Etwa zwei Drittel der Gebäude auf der Kleinseite und große Teile der Prager Burg, des Hradschins, brennen nieder.                                                                                                  |
| Leith                             |  | 1544 | Eroberung von Leith                       | Eine englische Landungsarmee brennt die bei Edinburgh liegende schottische Hafenstadt nieder. |
| Altdorf bei Nürnberg              |  | 1553 | Zerstörung von Altdorf                    | Der hohenzollerische Markgraf Albrecht Alcibiades lässt im Zweiten Markgrafenkrieg Altdorf niederbrennen. 80 Menschen sterben, rund 300 Gebäude verbrennen.                                                        |
| Hermannstadt                      |  | 1556 | Stadtbrand                                | Mehr als die Hälfte der siebenbürgischen Hauptstadt Hermannstadt wird vom Brand zerstört. |
| Rotterdam                         |  | 1563 | Stadtbrand                                | Der östliche Teil der niederländischen Hafenstadt wird von einem Brand zerstört. |
| Moskau                            |  | 1571 | Eroberung                                 | Ein Tatarenheer erobert Moskau und brennt die Stadt nahezu vollständig nieder. |
| Ribe                              |  | 1580 | Stadtbrand                                | Ein Brand in der dänischen Stadt Ribe zerstört über 200 Gebäude. |
| Nantwich                          |  | 1583 | Stadtbrand                                | Ein Brand, der 20 Tage lang wütet, zerstört etwa die Hälfte aller Gebäude der Stadt. |
| Neuss                             |  | 1586 | Eroberung                                 | Im Kölnischen Krieg geht bei der Rückeroberung der Stadt durch katholische Truppen die Stadt in Flammen auf. Nur wenige Gebäude bleiben verschont.                                                                 |
| Cham                              |  | 1589 | Stadtbrand                                | Rund 110 Häuser brennen nieder. |
| Lienz                             |  | 1609 | Stadtbrand                                | Große Teile der Stadt werden zerstört. |
| Oslo                              |  | 1624 | Stadtbrand                                | Große Teile der überwiegend aus Holzhäusern bestehenden norwegischen Hauptstadt brennen ab. |
| Magdeburg                         |  | 1631 | Magdeburger Hochzeit                      | Bei der Eroberung durch kaiserliche Truppen verbrennen etwa 90 % aller Gebäude. An die 20.000 Menschen sterben. |
| Isny                              |  | 1631 | Stadtbrand                                | Ein außer Kontrolle geratenes Ofenfeuer vernichtet 315 von 379 Bürgerhäusern. |
| Istanbul                          |  | 1633 | Stadtbrand                                | Ein auf einem Schiff ausgebrochenes Feuer zerstört 20.000 Häuser. |
| Aalen                             |  | 1634 | Stadtbrand                                | Vermutlich durch schwedische Truppen werden 2 Munitionswagen in der Stadt gesprengt. Ein großer Teil der Stadt wird durch das Feuer vernichtet.                                                                    |
| Bautzen                           |  | 1634 | Stadtbrand                                | Kaiserliche Truppen brennen die Vorstadt nieder. Der Brand greift auf die ganze Stadt über. Feuer und Gewalttaten kosten an die 700 Menschenleben.                                                                 |
| Waiblingen                        |  | 1634 | Stadtbrand                                | Bei der Eroberung durch kaiserliche Truppen verbrennen nahezu alle Gebäude in Waiblingen. An die 200 Menschen sterben.                                                                                             |
| Bludenz                           |  | 1638 | Stadtbrand                                | Ein Feuer vernichtet die kleine Vorarlberger Stadt nahezu komplett. |
| Rosenheim                         |  | 1641 | Stadtbrand                                | Mehrere Tage wütet ein Brand. Nur ein einziges Haus soll zur Gänze unversehrt geblieben sein. |
| Uelzen                            |  | 1646 | Stadtbrand                                | Über die Hälfte der Stadt fällt in Schutt und Asche. |
| Aachen                            |  | 1656 | Stadtbrand                                | 4664 Häuser werden zerstört, es gibt 17 Todesopfer. |
| Edo                               |  | 1657 | Meireki-Großbrand                         | Brände zerstören drei Viertel von Edo, dem heutigen Tokio, und kosten Zehntausende von Menschen das Leben. |
| Stade                             |  | 1659 | Stadtbrand                                | Der Brand zerstört zwei Drittel der Stadt. |
| Passau                            |  | 1662 | Stadtbrand                                | Über drei Viertel der Gebäude werden zerstört, über 200 Todesopfer sind zu beklagen. |
| Korbach                           |  | 1664 | Stadtbrand                                | Beinahe 200 Gebäude werden vernichtet. |
| London                            |  | 1666 | Großer Brand                              | 13.000 Häuser und 87 Kirchen zerstört. |
| Freudenberg                       |  | 1666 | Stadtbrand                                | Nahezu die gesamte kleine Stadt wird vernichtet. |
| Dubrovnik                         |  | 1667 | Erdbeben                                  | Fast die gesamte Stadt wird durch Erdbeben und Stadtbrand zerstört. |
| Zellerfeld                        |  | 1672 | Großer Stadtbrand                         | Die Harzer Bergstadt wird nahezu vollständig zerstört. |
| Northampton                       |  | 1675 | Großer Stadtbrand                         | Von den etwa 850 Gebäuden werden rund 700 Häuser zerstört. |
| Oldenburg                         |  | 1676 | Großer Stadtbrand                         | Durch Blitzeinschlag ausgelöst, brennen etwa 600 Gebäude nieder. |
| Rostock                           |  | 1677 | Stadtbrand                                | Ca. 700 Häuser zerstört, damit verbunden eine Beschleunigung des wirtschaftlichen Niedergangs Rostocks am Ende der Hansezeit.                                                                                      |
| Hardegsen                         |  | 1678 | Brand während der Weihnachtsmesse         | Ein Großteil des Stadtkerns fällt einer Feuersbrunst zum Opfer. Personen kommen nicht zu Schaden, da sie sich zum Zeitpunkt des Brandausbruchs in der Kirche befinden.                                             |
| Bludenz                           |  | 1682 | Stadtbrand                                | Ein Feuer zerstört rund 80 Häuser der kleinen Vorarlberger Stadt. |
| Tallinn                           |  | 1684 | Großer Brand                              | Nahezu alle Gebäude am Tallinner Domberg werden zerstört. |
| Dresden                           |  | 1685 | Stadtbrand Altendresden                   | Mehr als 360 Gebäude werden Opfer der Flammen. |
| Elberfeld                         |  | 1687 | Elberfelder Stadtbrand 1687               | Die Stadt im Bergischen Land brennt nahezu komplett nieder |
| Speyer                            |  | 1689 | Zerstörung                                | Truppen des französischen Königs unter General Montclar brennen die Stadt mit ihren fast 800 Bürgerhäusern vollständig nieder.                                                                                     |
| Worms                             |  | 1689 | Zerstörung                                | Truppen des französischen Königs unter General Melac brennen die Stadt mit ihren etwa 1000 Bürgerhäusern vollständig nieder.                                                                                       |
| Baden-Baden                       |  | 1689 | Zerstörung                                | Truppen des französischen Königs unter Marschall Duras plündern und brennen die Stadt vollständig nieder. |
| Frankenthal                       |  | 1689 | Zerstörung                                | Truppen des französischen Königs brennen die Stadt vollständig nieder. |
| Skopje                            |  | 1689 | Zerstörung                                | Die von den Osmanen verlassene mazedonische Stadt mit damals etwa 10.000 Gebäuden wird von österreichischen Truppen weitgehend niedergebrannt.                                                                     |
| Usingen                           |  | 1692 | Stadtbrand                                | Zwei Drittel der Stadt fallen dem Brand zum Opfer. In der Folge entsteht die barocke Neustadt. |
| Warwick                           |  | 1692 | Großer Brand                              | Über die Hälfte der Stadt brennt nieder. |
| Heidelberg                        |  | 1693 | Zerstörung                                | Truppen des französischen Königs unter General Melac brennen die Stadt nahezu vollständig nieder. |
| Winnenden                         |  | 1693 | Stadtbrand                                | Französische Truppen stecken die Stadt in Brand. Dabei werden 240 Gebäude zerstört. |
| Feldkirch                         |  | 1697 | Großer Stadtbrand                         | In der Vorarlberger Stadt werden mit rund 150 Gebäuden rund zwei Drittel der Stadt zerstört. |
| Esslingen                         |  | 1701 | Großer Stadtbrand                         | Über 200 Häuser werden vernichtet. |
| Uppsala                           |  | 1702 | Großer Stadtbrand                         | Nahezu die ganze Stadt wird zerstört. |
| Bautzen                           |  | 1709 | Stadtbrand                                | Beim zweiten großen Stadtbrand von Bautzen verbrennt in etwa wiederum die halbe Stadt. |
| Frankfurt                         |  | 1711 | Großer Judenbrand                         | An die 200 Gebäude in der Frankfurter Judengasse werden zerstört. |
| Görlitz                           |  | 1717 | Stadtbrand                                | Über 400 Häuser werden zerstört. |
| Debrecen                          |  | 1719 | Stadtbrand                                | Mehr als 250 Gebäude werden zerstört. |
| Rennes                            |  | 1720 | Stadtbrand                                | Mehr als 800 Gebäude werden in der Hauptstadt der Bretagne zerstört. |
| Frankfurt                         |  | 1719 | Großer Christenbrand                      | Mehr als 400 Gebäude werden zerstört. 14 Menschen verloren ihr Leben. |
| Bruneck                           |  | 1723 | Stadtbrand                                | Ein Großteil der Stadt wird vernichtet und zahlreiche Gebäude werden zerstört. |
| Dillenburg                        |  | 1723 | Stadtbrand                                | Mehr als die Hälfte der Stadt, über 200 Gebäude, fällt dem Feuer zum Opfer. |
| Reutlingen                        |  | 1726 | Stadtbrand                                | Mehr als 80 % der Gebäude werden zerstört. |
| Kopenhagen                        |  | 1728 | Brand                                     | Über ein Viertel der Gebäude wird zerstört. |
| Schwäbisch Hall                   |  | 1728 | Stadtbrand                                | An die 300 Gebäude werden zerstört. |
| Bad Windsheim                     |  | 1730 | Stadtbrand                                | Große Teile der Stadt brennen samt Kirche und Rathaus nieder. |
| Wunsiedel                         |  | 1731 | 2. Stadtbrand                             | Die Stadt brennt vollständig nieder. |
| Hamm                              |  | 1734 | Stadtbrand                                | Die nördliche Altstadt mit rund 200 Gebäuden wird zerstört. |
| Hamm                              |  | 1741 | Stadtbrand                                | Die südliche Altstadt mit beinahe 350 Gebäuden wird zerstört. |
| Bad Blankenburg                   |  | 1744 | Stadtbrand                                | Nahezu die ganze Stadt wird zerstört. |
| Wernigerode                       |  | 1751 | Stadtbrand                                | Große Teile der Stadt werden zerstört. |
| Ilmenau                           |  | 1752 | Stadtbrand                                | Nahezu die gesamte Stadt und das Schloss werden zerstört. |
| Ohrdruf                           |  | 1753 | Erster Stadtbrand                         | Über 250 Häuser werden zerstört. |
| Suhl                              |  | 1753 | Stadtbrand                                | Über 1400 Häuser werden zerstört. |
| Lissabon                          |  | 1755 | Erdbeben                                  | Ein Erdbeben löst einen Großbrand aus, der große Teile der Stadt vernichtet und tausende Menschenleben fordert. |
| Roding                            |  | 1755 | Stadtbrand                                | Ein Großteil der oberpfälzischen Stadt geht in Flammen auf. |
| Zittau                            |  | 1757 | Stadtbrand                                | Im Siebenjährigen Krieg schießen österreichische Truppen die Stadt in Brand. Fast 600 Gebäude fallen den Flammen zum Opfer.                                                                                        |
| Glogau                            |  | 1758 | Stadtbrand                                | Große Teile der Stadt und das Dorf Brostau brennen ab. |
| Ribnitz                           |  | 1759 | Stadtbrand                                | An die 300 Gebäude der mecklenburgischen Stadt werden vernichtet. |
| Karlsbad                          |  | 1759 | Stadtbrand                                | Mehr als 200 Gebäude der nordböhmischen Kurstadt brennen nieder. |
| New York                          |  | 1776 | Großer Stadtbrand                         | Nahezu 500 zumeist hölzerne Gebäude werden zerstört. |
| Straubing                         |  | 1780 | Stadtbrand                                | Rund 150 Häuser der nordwestlichen Stadt werden zerstört. |
| Gera                              |  | 1780 | Stadtbrand                                | Rund neun Zehntel der Gebäude der Stadt werden zerstört. |
| Göppingen                         |  | 1782 | Zweiter Stadtbrand                        | Nahezu die ganze Altstadt wird ein Raub der Flammen. |
| Neuruppin                         |  | 1787 | Stadtbrand                                | Fast die ganze Stadt mit etwa 400 Wohngebäuden wird zerstört. |
| Bruck an der Mur                  |  | 1792 | Stadtbrand                                | Von 166 Häusern werden 164 zerstört. |
| Vilshofen                         |  | 1794 | Stadtbrand                                | Die Altstadt wird nahezu komplett ein Raub der Flammen. |
| Kopenhagen                        |  | 1795 | Brand                                     | Über 900 Häuser verbrennen. Von den rund 100.000 Einwohnern werden 6.000 obdachlos. |
| Neuötting                         |  | 1797 | Stadtbrand                                | Rund achtzig Prozent der Bauten der oberbayerischen Stadt werden vernichtet. |
| Linz                              |  | 1800 | Stadtbrand                                | Teile des Schlosses und der westlichen Altstadt werden zerstört. |
| Zehdenick                         |  | 1801 | Stadtbrand                                | Bis auf wenige Gebäude brennt die Brandenburgische Kleinstadt komplett nieder. |
| Radevormwald                      |  | 1802 | Stadtbrand                                | Beim letzten großen Stadtbrand wird fast die gesamte Stadt zerstört. |
| Mumbai                            |  | 1803 | Tuttlingen                                | Rund ein Drittel der indischen Metropole Mumbai (vormals Bombay) brennt ab. |
| Mumbai                            |  | 1803 | Tuttlinger Stadtbrand                     | 227 Gebäude samt Kirche brennen nieder. |
| Volkach                           |  | 1804 | Stadtbrand                                | Der nordöstliche Teil der Volkacher Altstadt mit über 120 Gebäuden geht in Flammen auf. |
| Detroit                           |  | 1805 | Großer Stadtbrand                         | Bis auf das alte Fort brennt die nur aus Holzhäusern bestehende Stadt nieder. |
| Kopenhagen                        |  | 1807 | Bombardement                              | Britische Schiffe und Bodentruppen schießen die Stadt in Brand. 30 % der Gebäude werden zerstört, 2000 Zivilisten sterben.                                                                                         |
| Ohrdruf                           |  | 1808 | Zweiter Stadtbrand                        | Über 200 Häuser werden zerstört oder beschädigt. |
| Lüchow                            |  | 1811 | Stadtbrand                                | 193 Wohngebäude werden zerstört. |
| Kiew                              |  | 1811 | Podiler Großbrand                         | Mehr als 2000 Gebäude, zwölf Kirchen und drei Klöster abgebrannt, etwa 30 Todesopfer. |
| Moskau                            |  | 1812 | Brand                                     | Mehr als 14000 Gebäude und 122 Kirchen abgebrannt, etwa 2000 Todesopfer. |
| Tirschenreuth                     |  | 1814 | Stadtbrand                                | Die Stadt wird bis auf den Pfarrhof und drei benachbarte Gebäude vollständig zerstört. 907 Gebäude abgebrannt. |
| Washington                        |  | 1814 | Brand                                     | Britische Truppen brennen alle Regierungsgebäude nieder. Die Zivilbevölkerung bleibt weitgehend verschont. |
| Rehau                             |  | 1817 | Stadtbrand                                | Mit 168 zerstörten Wohnhäusern liegt nahezu die ganze Stadt in Schutt und Asche. |
| Neustadt in Holstein              |  | 1817 | Stadtbrand                                | Mehr als 120 Wohnhäusern werden zerstört. |
| Salzburg                          |  | 1818 | Stadtbrand                                | Rund 100 Gebäude werden zerstört. 12 Menschen sterben. |
| Pritzwalk                         |  | 1821 | Stadtbrand                                | Nahezu die gesamte Altstadt wird vernichtet. |
| Sulzbach-Rosenberg                |  | 1822 | Stadtbrand                                | Die südliche Altstadt von Sulzbach wird weitgehend zerstört. |
| Eisfeld                           |  | 1822 | Stadtbrand                                | Mehr als 120 Wohnhäuser und das Rathaus werden in der thüringischen Kleinstadt zerstört. |
| Deggendorf                        |  | 1822 | Stadtbrand                                | Rund ein Drittel der Altstadt, 116 Häuser und 88 Nebengebäude, fallen dem Feuer zum Opfer. |
| Hof                               |  | 1823 | Stadtbrand                                | Über 300 Wohngebäude werden zerstört. |
| Edinburgh                         |  | 1824 | Großer Stadtbrand                         | Über 400 Wohngebäude werden zerstört. |
| Triberg                           |  | 1826 | Großer Stadtbrand                         | Die Stadt im Schwarzwald wird fast komplett zerstört. |
| Turku                             |  | 1827 | Großer Stadtbrand                         | Drei Viertel der finnischen Stadt werden durch ein Feuer zerstört. |
| Reichenhall                       |  | 1834 | Stadtbrand                                | Nur 24 der 302 Häuser bleiben verschont, die Saline ist zerstört, mindestens elf Menschen finden den Tod. |
| Neustadt bei Coburg               |  | 1839 | Stadtbrand                                | 179 Häuser brennen nieder. |
| Rötz                              |  | 1840 | Stadtbrand                                | 143 Haupt- und 145 Nebengebäude werden zerstört. |
| Hamburg                           |  | 1842 | Großer Brand                              | 51 Tote. Mehr als ein Viertel der Stadtfläche, 1.700 Häuser, 102 Speicher, mehrere Kirchen und die wichtigsten Staats- und Wirtschaftsgebäude zerstört.                                                            |
| Wernigerode                       |  | 1847 | Großer Stadtbrand                         | Teile der Altstadt gehen in Flammen auf. Ein Fünftel der Bevölkerung wird obdachlos. |
| Krakau                            |  | 1850 | Brand                                     | Ein Brand vernichtet in der Innenstadt etwa 100 Gebäude. |
| Traunstein                        |  | 1851 | Stadtbrand                                | Die oberbayerische Stadt wird durch einen Brand nahezu komplett zerstört. |
| Montreal                          |  | 1852 | Großer Stadtbrand                         | Etwa 10.000 Menschen verlieren ihr Heim. |
| Vaasa                             |  | 1852 | Großer Stadtbrand                         | Über 350 zumeist aus Holz gebaute Häuser der finnischen Hafenstadt verbrennen. |
| Hammelburg                        |  | 1854 | Großer Stadtbrand                         | Drei Viertel der Stadt brennen nieder. |
| Newcastle upon Tyne und Gateshead |  | 1854 | Großer Brand                              | Ein Brand verwüstet Teile der Nachbarstädte. Mehr als 50 Menschen verlieren ihr Leben. |
| Glarus                            |  | 1861 | Brand                                     | Zwei Drittel der Schweizer Stadt werden zerstört. |
| Trautenau                         |  | 1861 | Stadtbrand                                | In der böhmischen Stadt werden allein über 140 Wohnhäuser, der Großteil davon in der Altstadt, zerstört. |
| Naila                             |  | 1862 | Stadtbrand                                | Nahezu die gesamte oberfränkische Stadt wird zerstört. |
| Ahaus                             |  | 1863 | Stadtbrand                                | Rund neunzig Prozent der Bausubstanz der münsterländischen Stadt werden vernichtet. |
| Furth im Wald                     |  | 1863 | Stadtbrand                                | Die östliche Stadthälfte wird ein Raub der Flammen. |
| Horn                              |  | 1864 | Stadtbrand                                | Rund 70 Häuser der lippischen Stadt verbrennen. |
| Moosburg an der Isar              |  | 1865 | Stadtbrand                                | Der Brand zerstört etwa 70 Gebäude der Stadt. |
| Oberstdorf                        |  | 1865 | Großer Brand                              | Der Brand zerstört mit etwa 150 Gebäuden die Hälfte des Ortes. |
| Portland                          |  | 1866 | Großer Brand                              | Ein Brand am Unabhängigkeitstag zerstört 1800 Gebäude. |
| Auerbach                          |  | 1868 | Stadtbrand                                | Zerstörung von 107 Wohnhäusern und 146 Nebengebäuden durch Brandstiftung; 4 Menschen sterben dabei. |
| Pera                              |  | 1870 | Stadtbrand                                | Ein Großfeuer in dem Istanbuler Stadtteil zerstört 3.000 Häuser und kostet 1.300 Menschenleben. |
| Chicago                           |  | 1871 | Großer Brand                              | Ca. 200 bis 300 Tote, 17.000 Gebäude zerstört. |
| Boston                            |  | 1872 | Großer Brand                              | Das Feuer vernichtet rund 770 Gebäude. |
| Freyung                           |  | 1872 | Stadtbrand                                | 39 der etwa 70 Häuser werden zerstört. |
| Cham                              |  | 1873 | Stadtbrand                                | Über 130 Häuser werden zerstört. |
| Braunau am Inn                    |  | 1874 | Stadtbrand                                | Ein Brand zerstört mehr als 70 Häuser. |
| Meiningen                         |  | 1874 | Stadtbrand                                | Das Feuer vernichtet 471 Gebäude. |
| Cayenne                           |  | 1888 | Großer Brand                              | Rund eine Woche wütet ein Brand in der französischen Kolonialstadt. |
| Fort-de-France                    |  | 1890 | Großer Brand                              | Ein Brand zerstört die Hauptstadt der französischen Karibikinsel Martinique. |
| Leonfelden                        |  | 1892 | Großer Brand                              | Der gesamte Markt, fast 100 Wohngebäude, wird am 10. April 1892 zerstört. |
| Wertach                           |  | 1893 | Großer Brand                              | Nahezu alle Gebäude des Ortes werden komplett zerstört. |
| Hull/Ottawa                       |  | 1893 | Großer Brand                              | Ein großer Brand zerstört etwa die Hälfte der kanadischen Stadt Hull (franz. Gatineau) und greift auch auf die Nachbarstadt Ottawa über.                                                                           |
| Ålesund                           |  | 1904 | Stadtbrand                                | 850 Gebäude werden zerstört. |
| Toronto                           |  | 1904 | Stadtbrand                                | 104 Gebäude zerstört und 10,4 Mio. Dollar Schaden. |
| San Francisco                     |  | 1906 | Erdbeben                                  | Erdbeben und Brandstiftung lösen ein Feuer aus, das etwa die Hälfte der Stadt vernichtet. |
| Sysran                            |  | 1906 | Stadtbrand                                | Ein gewaltiger Brand zerstört in der Wolgastadt über 5.000 Gebäude und kostet mehr als 1.000 Menschenleben. |
| Donaueschingen                    |  | 1908 | Stadtbrand von Donaueschingen             | 125 Wohnhäuser und 168 landwirtschaftliche Anwesen werden zerstört. |
| Bergen                            |  | 1916 | Stadtbrand                                | Ca. 300 Gebäude zerstört. |
| Thessaloniki                      |  | 1917 | Brand                                     | Ca. 9.500 Gebäude zerstört. |
| Manisa                            |  | 1922 | Brand                                     | Im Griechisch-Türkischen Krieg stecken griechische Truppen auf dem Rückzug die Stadt in Brand. Etwa 3.000 Menschen sterben.                                                                                        |
| Tokio, Yokohama                   |  | 1923 | Großes Kantō-Erdbeben                     | Nach einem Erdbeben brechen in der ganzen Stadt Feuer aus, die durch die Holzhäuser und einen nahenden Taifun angefacht werden. Etwa die Hälfte des Stadtgebietes brennt ab und mehr als 100.000 Menschen sterben. |
| Santander                         |  | 1941 | Großes Feuer                              | Ca. 400 Gebäude zerstört |
| Lübeck                            |  | 1942 | Luftangriff                               | In einem Feuersturm sterben 320 Personen, mehr als 15.000 Lübecker werden obdachlos, über 3600 Gebäude werden zerstört oder schwer beschädigt.                                                                     |
| Hamburg                           |  | 1943 | Operation Gomorrha                        | Britische Bomber entfachen einen Feuersturm, der große Teile der Stadt zerstört und dem tausende Menschen zum Opfer fallen.                                                                                        |
| Darmstadt                         |  | 1944 | Luftangriff                               | Britische Bomber entfachen einen Feuersturm, der 99 % der Innenstadt zerstört und dem tausende Menschen zum Opfer fallen.                                                                                          |
| Aschaffenburg                     |  | 1944 | Luftangriff                               | Britische Bomber entfachen einen Feuersturm, 344 Menschen sterben, nahezu die Hälfte der Bevölkerung wird obdachlos.                                                                                               |
| Braunschweig                      |  | 1944 | Bombenangriff                             | Britische Bomber entfachen einen Feuersturm, der über 90 % der mittelalterlich geprägten Innenstadt zerstört. |
| Magdeburg                         |  | 1945 | Stadtbrand                                | Britische Bomber entfachen einen Feuersturm, der 90 % der Stadt zerstört und dem tausende Menschen zum Opfer fallen.                                                                                               |
| Hildesheim                        |  | 1945 | Luftangriff                               | Britische Bomber zerstören in mehreren Angriffen die Altstadt und große Teile der Stadt. Mehr als tausend Menschen kommen ums Leben.                                                                               |
| Dresden                           |  | 1945 | Luftangriffe                              | Britische und US-amerikanische Bomber entfachen einen Feuersturm, der große Teile der Stadt vernichtet und dem tausende Menschen zum Opfer fallen.                                                                 |
| Pforzheim                         |  | 1945 | Luftangriff                               | Britische Bomber entfachen einen Feuersturm, der große Teile der Stadt vernichtet. Von den ca. 80.000 Einwohnern sterben etwa 17.600.                                                                              |
| Würzburg                          |  | 1945 | Luftangriff                               | Britische Bomber entfachen einen Feuersturm, der große Teile der Stadt vernichtet. Von der gesamten Innenstadt sind nur mehr sieben Häuser bewohnbar. 5000 Menschen sterben.                                       |
| Hiroshima                         |  | 1945 | Atombombenabwürfe                         | US-amerikanische Atombomben entfachen einen Feuersturm, der 70.000 der 76.000 Häuser zerstört oder beschädigt. Zwischen 70.000 und 80.000 Menschen sind sofort tot.                                                |
| Lissabon                          |  | 1988 | Brand von Chiado                          | Ein Teil des historischen Stadtviertels Chiado in Lissabon brennt nieder. |
| Fort McMurray                     |  | 2016 | Brand von Fort McMurray                   | Ein außer Kontrolle geratener Waldbrand zerstört an die 2.400 Gebäude der Stadt in der kanadischen Provinz Alberta.                                                                                                |
| Mati (Attika)                     |  | 2018 | Waldbrände in Attika                      | Ein außer Kontrolle geratener Waldbrand zerstört in Mati, einem Stadtteil einer Kleinstadt im Athener Umland, etwa 1.200 Gebäude und kostet hundert Menschen das Leben.                                            |
| Paradise (Kalifornien)            |  | 2018 | Camp Fire                                 | Ein außer Kontrolle geratener Waldbrand vernichtet die kalifornische Stadt. Er kostete 86 Menschen das Leben und zerstörte nahezu alle Wohnstätten der rund 27.000 Einwohner der Stadt.                            |
| Lāhainā                           |  | 2023 | Brand von Maui                            | Ein außer Kontrolle geratener Waldbrand vernichtet die hawaiianische Stadt. Neben zahlreichen Menschenleben werden die Häuser von über 12.000 Einwohnern der Insel Maui zerstört.                                  |